# Sieglinde (Huhn)
Sieglinde (* 2015; † 4. Juni 2017) war ein Haushuhn, das als Tierdarstellerin und „TV-Huhn“ mediale Aufmerksamkeit erhielt und nach seinem Tod im Mittelpunkt eines Prozesses um Schadensersatz stand.

## Geschichte
Von einer Tiertrainerin war Sieglinde TV-tauglich ausgebildet worden. Das Huhn war dann unter anderem in Wendy – Der Film und in dem Fernsehfilm Wir sind doch Schwestern zu sehen.
Am 4. Juni 2017 wurde Sieglinde, die sich auf dem Hof ihrer Besitzerin aufhielt, von einem unangeleinten, sich dort in rechtswidriger Weise aufhaltenden Hund totgebissen. Der Besitzer bot zehn Euro Schadenersatz an. Sieglindes Besitzerin ging vor Gericht und klagte auf 4000 Euro Schadenersatz, da Sieglinde als Tierdarstellerin für Filmaufnahmen ausgebildet worden war und bereits weitere Angebote vorlagen. Pro Drehtag seien hohe dreistellige Summen üblich. Bei einem Alter von nur zwei Jahren seien noch mehr Angebote zu erwarten.
Das Amtsgericht legte den Wert des Huhns auf 615 Euro fest: 15 Euro für das Huhn plus 600 Euro für das Training mit zehn Stunden zu je 60 Euro. Zudem wurde eine Mitschuld der Besitzerin entschieden, da sie das Huhn frei auf dem Hof herumlaufen gelassen hatte. Daher wurde der Besitzerin die Hälfte des Wertes zugesprochen, also 307,50 Euro.
Vor dem Landgericht Kleve ging das Verfahren in die nächste Instanz. In seinem Urteil vom 17. Januar 2020 stellte das Landgericht fest, dass das getötete Huhn tatsächlich Sieglinde war und es sich nicht um ein anderes Huhn handelte; diesen Zweifel hatte die Gegenseite geltend gemacht. Die Mitschuld der Besitzerin wurde ausgeräumt, daher wurde ihr jetzt der volle Wert von 615 Euro zugesprochen. Der geforderte Schadenersatz von 4000 Euro wurde als nicht angemessen abgewiesen. Eine Revision wurde nicht zugelassen.